# Basketball-Bundesliga 1975-1976
La Basketball-Bundesliga 1975-1976 è stata la 10ª edizione del massimo campionato tedesco occidentale di pallacanestro maschile. La vittoria finale è stata ad appannaggio del TuS 04 Leverkusen.

## Risultati

### Stagione regolare
|     | Squadra            | G  | V  | P  | PF   | PS   | Pt. | Qualificazione                         |
| --- | ------------------ | -- | -- | -- | ---- | ---- | --- | -------------------------------------- |
| 1.  | TuS 04 Leverkusen  | 18 | 15 | 3  | 1702 | 1378 | 30  |                                        |
| 2.  | MTV Wolfenbüttel   | 18 | 14 | 4  | 1704 | 1372 | 28  |                                        |
| 3.  | SSV Hagen          | 18 | 13 | 5  | 1547 | 1416 | 26  |                                        |
| 4.  | USC Heidelberg     | 18 | 12 | 6  | 1435 | 1346 | 24  |                                        |
| 5.  | MTV 1846 Gießen    | 18 | 10 | 8  | 1598 | 1498 | 20  |                                        |
| 6.  | 1. FC 01 Bamberg   | 18 | 8  | 10 | 1496 | 1529 | 16  |                                        |
| 7.  | ASV Colonia        | 18 | 7  | 11 | 1537 | 1677 | 14  |                                        |
| 8.  | SG BC/USC Monaco   | 18 | 7  | 11 | 1396 | 1528 | 14  |                                        |
| 9.  | ADB Coblenza       | 18 | 4  | 14 | 1348 | 1660 | 8   | retrocesse in 2. Basketball-Bundesliga |
| 10. | RuWa Essen-Dellwig | 18 | 0  | 18 | 1363 | 1722 | 0   | retrocesse in 2. Basketball-Bundesliga |

| Basketball-Bundesliga 1975-1976 |
| ------------------------------- |
| TuS 04 Leverkusen 4º titolo     |

## Formazione vincitrice
| N° | Naz.                      | Ruolo | Sportivo        |  | Alt. |  |
| -- | ------------------------- | ----- | --------------- |  | ---- |  |
|    | Germania Ovest (bandiera) | G     | Dieter Kuprella |  | 184  |  |
|    | Germania Ovest (bandiera) | C     | Norbert Thimm   |  | 205  |  |